# Sundhäuser See
Der Sundhäuser See ist ein Gewässer in Thüringen im Südosten der Stadt Nordhausen am Südrand des Harzes, der durch den Kiesabbau entstanden ist.
Gemeinsam mit Forellensee, Tauchersee, Bielener See und dem Möwensee bildet der Sundhäuser See eine Seenlandschaft. Der See breitet sich über eine Länge von 1,2 km und eine Breite von 600 m aus.

## Nutzung
Die Kiesvorkommen wurden durch die sogenannte Eimer-Fördertechnik gehoben, was zu besonders speziellen Unterwasserformationen führt. Der Pflanzenbewuchs zieht sich bis auf 20 m Tiefe, der Fischbesatz ist vielfältig. Unter anderem sind Barsche, Hechte, Rotfedern, Bleien und Karpfen sowie der heimische Edelkrebs zu finden.
Auf Grund der geringen Wasserverschmutzung bieten die Seen optimale Bedingungen zum Tauchen. Eine Tauchbasis befindet sich am nordwestlichen Ufer. 2011 wurde die Unterwasserstadt Nordhusia eingeweiht. Des Weiteren befinden sich insgesamt 4 Wracks im See, welche ebenfalls betaucht werden können. Im Mai 2019 wurden im Rahmen des Projektes "Kunst im See" sieben Betonfiguren versenkt.

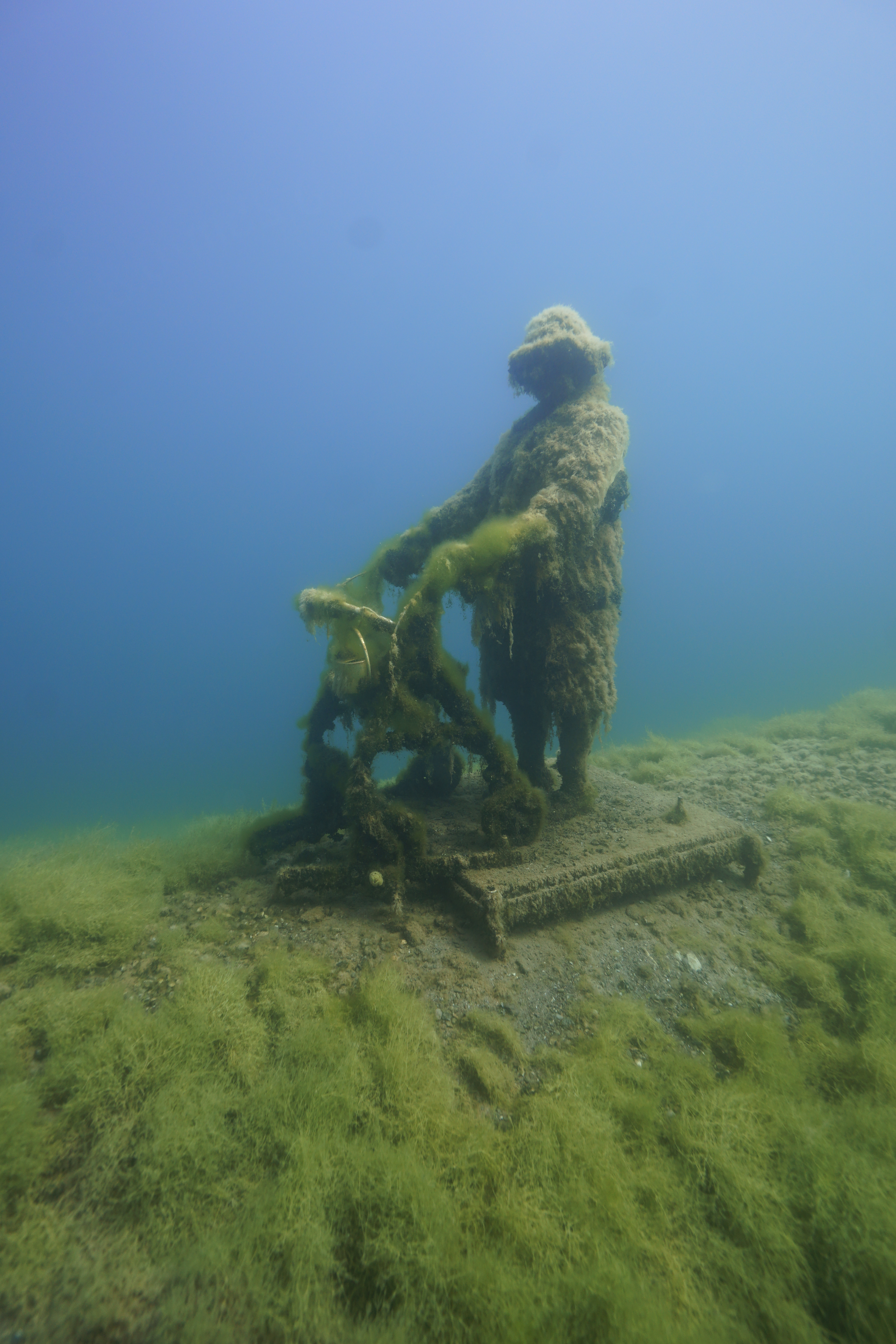